# Великогорбашівська сільська рада (Новоград-Волинський район)
| Великогорбашівська сільська рада — колишня адміністративно-територіальна одиниця та орган місцевого самоврядування у Пищівському (Ярунському) і Новоград-Волинському районах Волинської округи, Київської й Житомирської областей УРСР та України з адміністративним центром у с. Велика Горбаша. Сільській раді були підпорядковані населені пункти: - с. Велика Горбаша - с. Мала Горбаша Станом на 1923 рік кількість населення сільської ради становила 1 704 особи, кількість дворів — 324. Відповідно до результатів перепису населення 1989 року, кількість населення ради, станом на 12 січня 1989 року, становила 1 119 осіб. Станом на 5 грудня 2001 року, відповідно до перепису населення України, кількість мешканців сільської ради становила 1 060 осіб. Рада складалася з 14 депутатів та голови. Створена 1923 року в складі сіл Велика Горбаша, Хижівка та колонії Курмань Жолобенської волості Новоград-Волинського повіту Волинської губернії. У 1929 році на обліку значиться хутір Козлівка. Станом на 1 жовтня 1941 року кол. Курмань та х. Козлівка не перебувають на обліку населених пунктів. Станом на 1 вересня 1946 року сільрада входила до складу Ярунського району Житомирської області, на обліку в раді перебували села Велика Горбаша та Хижівка. 12 квітня 1948 року с. Хижівка відійшло до складу новоствореної Хижівської сільської ради Ярунського району. 11 серпня 1954 року до складу ради включено с. Мала Горбаша ліквідованої Малогорбашівської сільської ради Ярунського району. Станом на 1 січня 1972 року сільська рада входила до складу Новоград-Волинського району Житомирської області, на обліку в раді перебували села Велика Горбаша та Мала Горбаша. 7 липня 2020 року територія та населені пункти ради увійшли до складу Ярунської сільської територіальної громади Новоград-Волинського району Житомирської області. Входила до складу Пищівського (згодом — Ярунський, 7.03.1923 р.) та Новоград-Волинського (4.06.1958 р.) районів. 1. 2. 3. 4. 5. 6. 7. |                                                                               |              |                 |
| ПІБ | Основні відомості                                                             | Дата обрання | Дата звільнення |
| Тарадайник Катерина Петрівна | Сільський голова, 1960 року народження, освіта, позапартійна                  | 26.03.2006   | 31.10.2010      |
| Свірщук Володимир Леонтійович | Сільський голова, 1958 року народження, освіта незакінчена вища, безпартійний | 31.10.2010   |                 |